# Richard Courcet
Richard Courcet est un acteur français.

## Biographie
Richard Courcet débute au cinéma dans le film J'ai pas sommeil, réalisé par Claire Denis, dans lequel il interprète le rôle principal, un personnage inspiré de Thierry Paulin alias le « tueur de vieilles dames ». Il apparaît ensuite dans deux autres films de Claire Denis, ainsi que dans des œuvres d'autres réalisateurs.
Il arrête sa carrière cinématographique au tournant des années 2000 pour se consacrer à la peinture et aux arts plastiques. Cependant, il interprète à nouveau un rôle pour Claire Denis en 2022 dans son film Avec amour et acharnement, après plus de vingt ans éloigné du milieu cinématographique.

## Filmographie
- 1994 : J'ai pas sommeil de Claire Denis – Camille
- 1996 : Nénette et Boni de Claire Denis – Le jeune homme de la gare
- 1997 : Clubbed to Death (Lola) de Yolande Zauberman – Ismael
- 1998 : Black Dju de Pol Cruchten – Dju
- 1998 : La Cité des alouettes (téléfilm) de Luc Béraud – Michel-Ange
- 1999 : L'Annonce faite à Marius d'Harmel Sbraire – Le cobaye au laboratoire
- 2000 : Beau Travail de Claire Denis – un légionnaire
- 2022 : Avec amour et acharnement de Claire Denis – le postier